# Crítica a la publicidad
La publicidad es una forma de vender un producto a una determinada audiencia en la que la comunicación tiene como objetivo persuadir a esta para que compre productos, ideales o servicios, independientemente de si los quieren o los necesitan. Si bien la publicidad puede verse como una forma de informar a la audiencia sobre un determinado producto o idea, también tiene un costo porque los vendedores tienen que encontrar una manera de mostrar interés en su producto. No está exento de costos sociales. El correo electrónico comercial no solicitado y otras formas de publicidad no deseada se han vuelto tan frecuentes que constituyen una gran molestia para los usuarios de Internet, además de ser una carga financiera para los proveedores de servicios de internet. La publicidad invade cada vez más los espacios públicos, como las escuelas, lo que, según algunos críticos, es una forma de explotación infantil. La publicidad frecuentemente utiliza presión psicológica (por ejemplo, apelando a sentimientos de insuficiencia) sobre el consumidor objetivo, lo que puede ser perjudicial. Como resultado de estas críticas, la industria publicitaria ha visto bajas tasas de aprobación en las encuestas y representaciones culturales negativas.
La crítica a la publicidad está estrechamente relacionada con la crítica a los medios de comunicación y, a menudo intercambiable. Los críticos pueden referirse a la publicidad por:
- aspectos audiovisuales (saturación de espacios públicos y ondas de radio)
- aspectos medioambientales (contaminación, embalajes de gran tamaño, aumento del consumo).
- aspectos políticos (dependencia de los medios, libertad de expresión, censura)
- aspectos financieros (costos)
- aspectos que requieren mucho tiempo
- aspectos sociales/morales/éticos (influencia subconsciente, invasión de la privacidad, aumento del consumo y el desperdicio, grupos objetivo, ciertos productos, honestidad)

## Hipercomercialismo

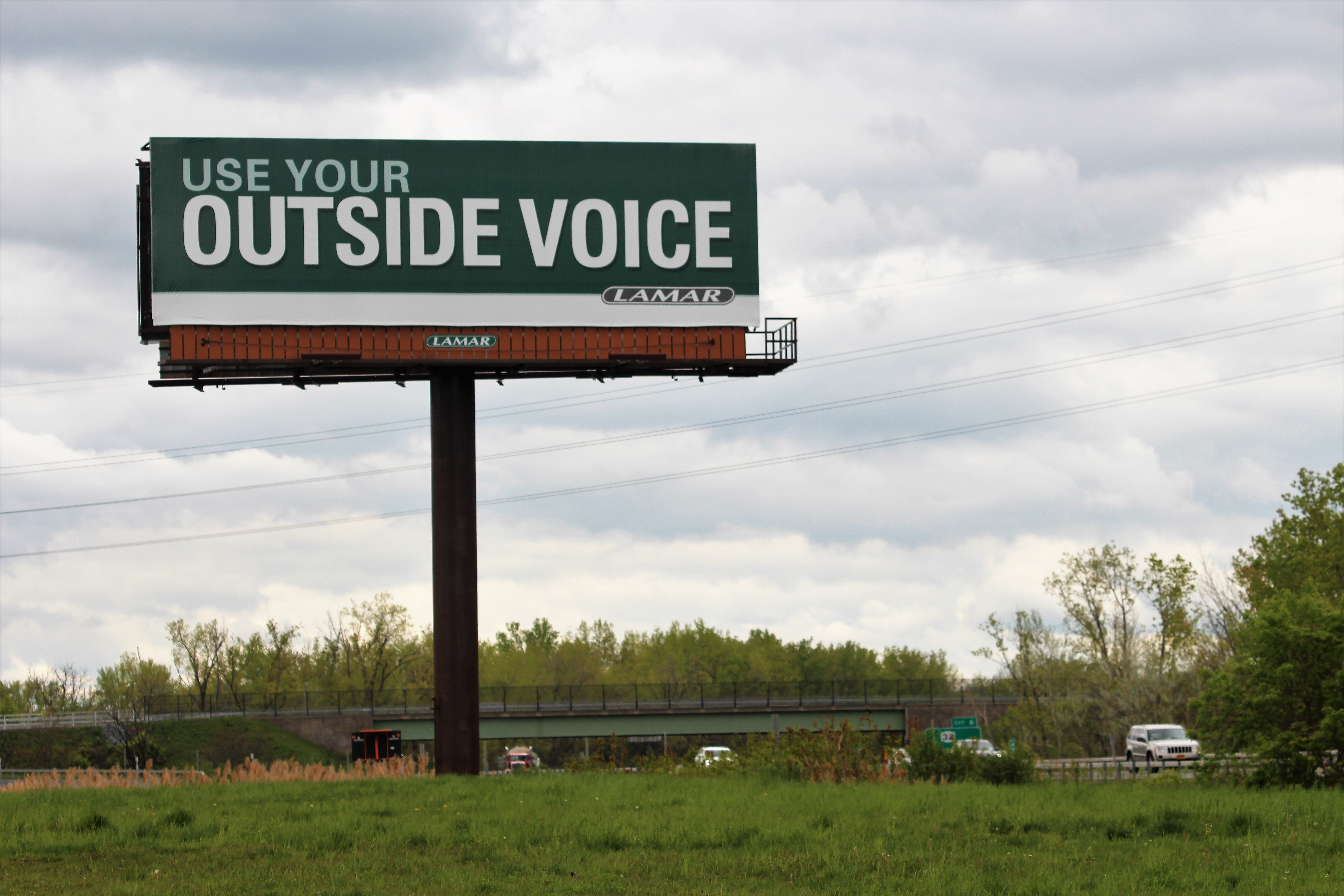
Las vallas publicitarias son un ejemplo comúnmente citado de robo de atención.

A medida que la publicidad se ha vuelto frecuente en la sociedad moderna, es cada vez más criticada. La publicidad ocupa el espacio público, y cada vez invade más la esfera privada de las personas. Según Georg Franck, «cada vez es más difícil escapar de la publicidad y de los medios de comunicación. El espacio público se está convirtiendo cada vez más en un gigantesco cartel publicitario de productos de todo tipo. Las consecuencias estéticas y políticas aún no se pueden prever». Hanno Rauterberg, en el periódico alemán Die Zeit, califica la publicidad como un nuevo tipo de dictadura de la que no se puede escapar.
Al hablar sobre la fluencia de anuncios, Commercial Alert dice: «hay anuncios en escuelas, salas VIP de aeropuertos, consultorios médicos, cines, hospitales, gasolineras, ascensores, tiendas de conveniencia, en Internet, en frutas, en cajeros automáticos, en cubos de basura y en muchos otros. Hay anuncios en la arena de la playa y en las paredes de los baños». «Una de las ironías de la publicidad en nuestros tiempos es que a medida que aumenta el comercialismo, resulta mucho más difícil para cualquier anunciante en particular tener éxito, lo que empuja al anunciante a realizar esfuerzos aún mayores». En una década, la publicidad en la radio aumentó a casi 18 o 19 minutos por hora.[¿cuándo?] En la televisión, en horario de máxima audiencia, el estándar hasta 1982 no superaba los 9,5 minutos de publicidad por hora, pero hoy oscila entre 14 y 17 minutos. Con la introducción del anuncio más corto de 15 segundos, la cantidad total de anuncios aumentó aún más.[cita requerida] Los anuncios no solo se colocan en los descansos, sino también en las transmisiones deportivas durante el juego. Inundan Internet, un mercado en crecimiento.
Otros mercados en crecimiento son el emplazamiento publicitario en programación de entretenimiento y películas, donde se ha convertido en una práctica estándar, y la publicidad virtual, donde los productos se colocan retroactivamente en programas repetidos. Las vallas publicitarias de productos se insertan virtualmente en las retransmisiones de las Grandes Ligas de Béisbol y, de la misma manera, se proyectan carteles o logotipos callejeros virtuales en una marquesina de entrada o en las aceras, por ejemplo durante la llegada de celebridades a los premios Grammy de 2001. La publicidad precede a la proyección de películas en los cines, incluidos los lujosos «cortometrajes» producidos por empresas como Microsoft o DaimlerChrysler. «Las mayores agencias de publicidad han comenzado a trabajar para coproducir programación en conjunto con las mayores empresas de medios», creando infomerciales que se asemejan a la programación de entretenimiento.
Los opositores equiparan la creciente cantidad de publicidad con un «maremoto», y las restricciones con «contener» la inundación. Kalle Lasn, uno de los críticos más abiertos de la publicidad, considera que la publicidad es «el más frecuente y tóxico de los contaminantes mentales. Desde el momento en que suena la alarma de la radio por la mañana hasta las primeras horas de la madrugada en la televisión, microsacudidas de contaminación comercial inundan el su cerebro a un ritmo de alrededor de 3.000 mensajes de marketing por día. Se estima que cada día se vierten en el inconsciente colectivo de América del Norte unos 12.000 millones de anuncios gráficos, 3 millones de anuncios de radio y más de 200.000 anuncios de televisión». A lo largo de su vida, el estadounidense medio ve tres años de publicidad en televisión.
Los videojuegos incorporan productos en su contenido. Hay canales comerciales especiales para pacientes en hospitales y figuras públicas que lucen tatuajes temporales. Un método irreconocible como publicidad es el llamado marketing de guerrilla, que consiste en difundir rumores sobre un nuevo producto entre el público objetivo. Las ciudades estadounidenses con problemas de liquidez ofrecen coches de policía como publicidad. Las empresas compran los nombres de los estadios deportivos para hacer publicidad. El estadio de fútbol Volkspark, en Hamburgo, se convirtió primero en AOL Arena y luego en HSH Nordbank Arena. El Neckarstadion, en Stuttgart, se convirtió en el Mercedes-Benz Arena, y el Westfalenstadion de Dortmund en el Signal Iduna Park. El antiguo SkyDome, en Toronto, pasó a llamarse Rogers Centre.
Estaciones enteras del metro de Berlín se transforman en naves de productos y se alquilan exclusivamente a una empresa. Düsseldorf cuenta con paradas de transporte de aventuras «multisensoriales» equipadas con altavoces y sistemas que difunden el olor a detergente. Swatch utilizó proyectores para proyectar mensajes en la torre de televisión de Berlín y en la columna de la Victoria, lo que fue multado porque se hizo sin permiso. La ilegalidad era parte del esquema y añadía promoción.  Christopher Lasch afirma que la publicidad conduce a un aumento general del consumo en la sociedad; «la publicidad sirve, no tanto para publicitar productos, sino para promover el consumo como forma de vida».
Los anuncios no solicitados, en los que los destinatarios no han dado su consentimiento y no reciben nada a cambio, han sido especialmente criticados como casos de robo de atención.

## Derechos constitucionales
En Estados Unidos, la publicidad se equipara con la libertad de opinión y de expresión garantizada constitucionalmente.

Currently or in the near future, any number of cases are and will be working their way through the court system that would seek to prohibit any government regulation of ... commercial speech (e.g. advertising or food labelling) on the grounds that such regulation would violate citizens' and corporations' First Amendment rights to free speech or free press.
Actualmente, o en un futuro cercano, se están abriendo camino en el sistema judicial numerosos casos que buscarían prohibir cualquier regulación gubernamental de [...] discurso comercial (por ejemplo, publicidad o etiquetado de alimentos) con el argumento de que dicha regulación viola los derechos de libertad de expresión o de prensa de la Primera Enmienda de ciudadanos y corporaciones.

Un ejemplo de este debate es la publicidad del tabaco o del alcohol, pero también la publicidad por correo o volantes (buzones de correo atascados), la publicidad por teléfono, en Internet, y la publicidad dirigida a los niños..EE. UU., la UE y otros países han introducido varias restricciones legales en materia de correo no deseado y publicidad en teléfonos móviles cuando es dirigida a niños. El tabaco y el alcohol han sido introducidos por Estados Unidos y la Unión Europea y otros países.
McChesney sostiene que el gobierno merece una vigilancia constante cuando se trata de tales regulaciones, pero que ciertamente no es «la única fuerza antidemocrática en nuestra sociedad. Las corporaciones y los ricos disfrutan de un poder tan inmenso como el que disfrutan los señores y la realeza de tiempos feudales» y «los mercados no están libres de valores ni son neutrales; no solo tienden a trabajar en beneficio de aquellos con más dinero, sino que también, por su propia naturaleza, enfatizan las ganancias por encima de todo lo demás. Por lo tanto, hoy el debate ha terminado, si ya sea la publicidad, el etiquetado de los alimentos o las contribuciones a campañas son discursos [...] si los derechos que debe proteger la Primera Enmienda solo pueden ser utilizados efectivamente por una fracción de la ciudadanía, y su ejercicio de estos derechos les otorga un poder político indebido y socava la capacidad del equilibrio de la ciudadanía para ejercer los mismos derechos y/o derechos constitucionales, entonces no necesariamente está legítimamente protegido por la Primera Enmienda». «Quienes tienen la capacidad de ejercer la prensa libre están en condiciones de determinar quién puede hablar ante la gran masa de ciudadanos y quién no».
Georg Franck, de la Universidad Tecnológica de Viena, dice que la publicidad forma parte de lo que él llama «capitalismo mental»,  retomando un término (mental) que ha sido utilizado por grupos preocupados por el entorno mental, como Adbusters. Franck combina la «economía de la atención» con la cultura del narcisismo de Christopher Lasch en el capitalismo mental: en su ensayo La publicidad al borde del Apocalipsis, Sut Jhally escribe: "la publicidad del siglo XX es el sistema más poderoso y sostenido". «La propaganda en la historia de la humanidad y sus efectos culturales acumulativos, a menos que se controlen rápidamente, serán responsables de destruir el mundo tal como lo conocemos».

## Costes
La publicidad se ha convertido en un negocio multimillonario. En 2014, se gastaron 537 mil millones de dólares estadounidenses en publicidad en todo el mundo. En 2013, la televisión representó el 40,1% de la inversión publicitaria, en comparación con un 18,1% combinado para Internet, un 16,9% para periódicos, un 7,9% para revistas, un 7% para exteriores, un 6,9% para radio, un 2,7% para dispositivos móviles y un 0,5% para cine como porcentaje de la inversión publicitaria por medio. Se considera que la publicidad aumenta el consumo.
La atención se ha convertido en un nuevo bien para el que se desarrolló un mercado. «La cantidad de atención que es absorbida por los medios y redistribuida en la competencia por cuotas y alcance no es idéntica a la cantidad de atención que está disponible en la sociedad. La cantidad total que circula en la sociedad se compone de la atención intercambiada entre las personas mismas y la atención prestada a la información de los medios de comunicación. Solo esta última se homogeneiza mediante mediciones cuantitativas y solo esta adquiere el carácter de una moneda anónima».  Según Franck, cualquier superficie de presentación que pueda garantizar un cierto grado de atención funciona como un imán para la atención, por ejemplo, los medios que en realidad están destinados a la información y el entretenimiento, la cultura y las artes, el espacio público, etc. Es esta atracción la que se vende al negocio de la publicidad. En Alemania, la industria publicitaria aporta el 1,5% del ingreso nacional bruto. La Asociación Alemana de Publicidad afirmó que en 2007 se gastaron en Alemania 30,78 mil millones de euros en publicidad, el 26% en periódicos, el 21% en televisión, el 15% en correo y el 15% en revistas. En 2002 había 360.000 personas empleadas en el negocio de la publicidad. Los ingresos por publicidad en Internet se duplicaron hasta casi mil millones de euros entre 2006 y 2007, lo que supone las mayores tasas de crecimiento.
Pocos consumidores son conscientes de que son ellos los que pagan por cada céntimo gastado en relaciones públicas, publicidad, descuentos, embalajes, etc., ya que normalmente se incluyen en el cálculo del precio.[cita requerida]
En 2021-22, los anunciantes y las agencias expresaron su preocupación por el volumen excesivo de trabajo y las presiones asociadas que implican las presentaciones de venta de oportunidades publicitarias. Las críticas planteadas argumentaban que las propuestas se solicitaban con demasiada frecuencia y que su producción era demasiado compleja y costosa. Como resultado, se adoptó el compromiso positivo de presentación, según el cual los actores de la industria se asegurarían de que realmente se requiriera una presentación antes de continuar, "realizarían un compromiso positivo" y "proporcionarían una resolución positiva". La retroalimentación a los postores no seleccionados es un elemento clave de este proceso. 

## Influencia

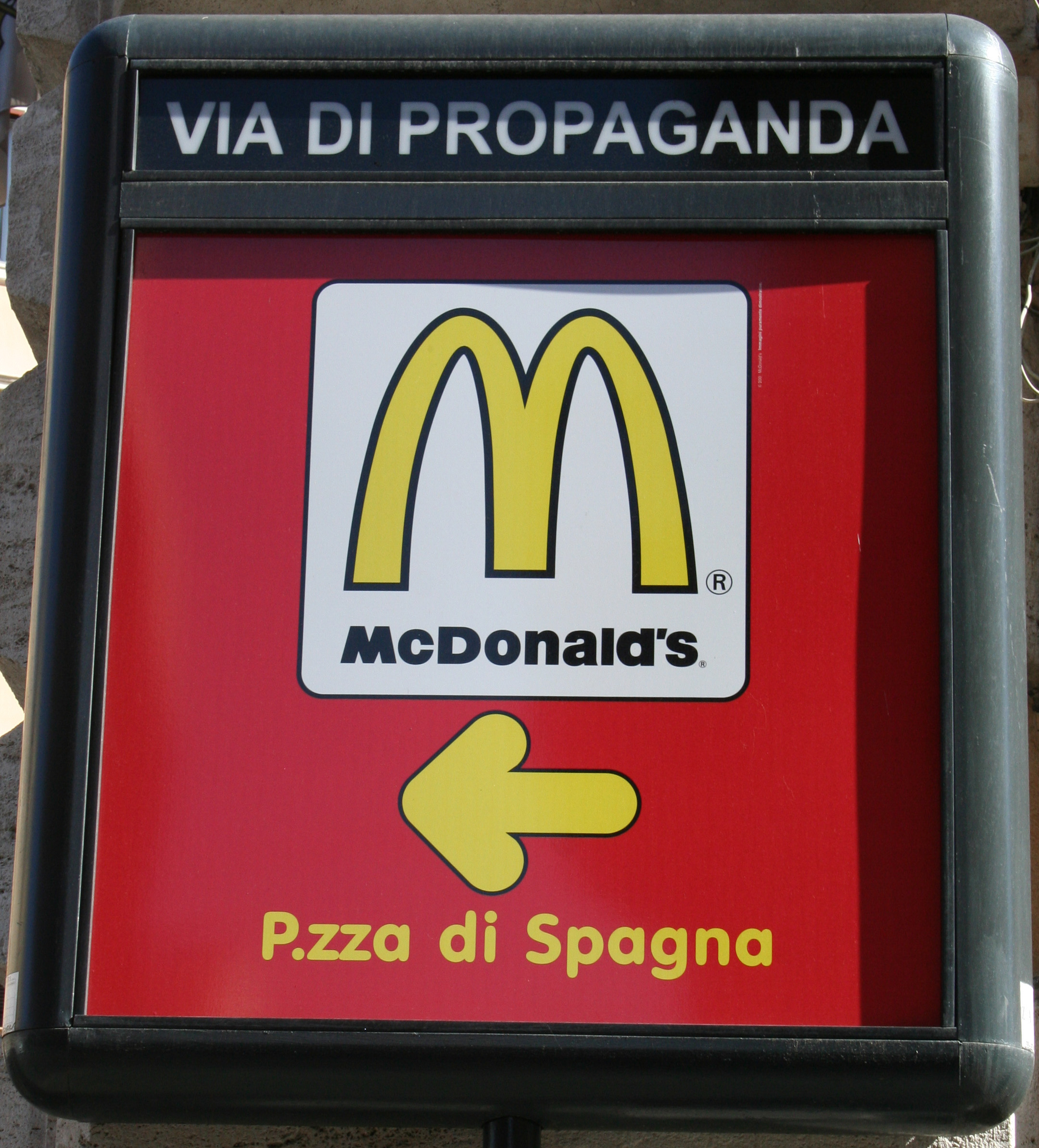
Publicidad de McDonald's en la Via di Propaganda, Roma, Italia

El elemento más importante de la publicidad no es la información, sino la sugerencia: más o menos aprovechando asociaciones, emociones e impulsos del subconsciente, como el deseo sexual, el instinto gregario, deseos como la felicidad, la salud, el estado físico, la apariencia, autoestima, reputación, pertenencia, estatus social, identidad, aventura, distracción, recompensa, miedos como la enfermedad, la debilidad, la soledad, la necesidad, la incertidumbre, la seguridad o los prejuicios, las opiniones aprendidas y las comodidades. «Todas las necesidades, relaciones y miedos humanos –los rincones más profundos de la psique humana– se convierten en meros medios para la expansión del universo mercantil bajo la fuerza del marketing moderno. Con el ascenso a la prominencia del marketing moderno, el comercialismo –la traducción de las relaciones mercantiles–, aunque es un fenómeno intrínseco al capitalismo, se ha expandido exponencialmente». El marketing relacionado con una causa, en el que los anunciantes vinculan su producto a alguna causa social valiosa, ha experimentado un auge durante la última década.
La publicidad utiliza el modelo a seguir de celebridades o figuras populares, y hace un uso deliberado del humor, así como de asociaciones con colores, melodías, ciertos nombres y términos. Estos son factores de cómo uno se percibe a sí mismo y su autoestima. En su descripción del «capitalismo mental», Franck dice: «la promesa de que el consumo hace a alguien irresistible es la forma ideal de introducir objetos y símbolos en la experiencia subjetiva de una persona. Evidentemente, en una sociedad en la que el ingreso de la atención pasa a primer plano, el consumo es atraído por la propia autoestima. Como resultado, el consumo se convierte en "trabajo" sobre la atracción de una persona. Desde el punto de vista subjetivo, este "trabajo" abre campos de dimensiones inesperadas para la publicidad. La publicidad asume el papel de un consejero de vida en cuestiones de atracción. El culto en torno a la propia atracción es lo que Christopher Lasch describió como "cultura del narcisismo"». 
Para los críticos de la publicidad, otro problema grave es que «la antigua noción de separación entre la publicidad y los lados editorial/creativo de los medios se está desmoronando rápidamente» y cada vez es más difícil distinguir la publicidad de las noticias, la información o el entretenimiento. Los límites entre publicidad y programación se están volviendo borrosos. Según las empresas de medios, toda esta participación comercial no tiene influencia sobre el contenido real de los medios, pero como dice McChesney, «esta afirmación no pasa ni siquiera el giggle test, es muy absurda».
La publicidad se basa, «en gran medida, en teorías psicológicas sobre cómo crear sujetos, lo que permite que la publicidad y el marketing adquieran un "tinte más claramente psicológico". Cada vez más, el énfasis en la publicidad ha pasado de proporcionar información 'fáctica' a las connotaciones simbólicas de productos básicos, ya que la premisa cultural crucial de la publicidad es que el objeto material que se vende nunca es suficiente en sí mismo. Incluso aquellos productos que satisfacen las necesidades más mundanas de la vida diaria deben estar imbuidos de cualidades simbólicas y significados culturalmente dotados a través del 'sistema mágico' de la publicidad. De esta manera, y alterando el contexto en el que aparecen los anuncios, se puede hacer que las cosas signifiquen 'casi cualquier cosa' y las 'mismas' cosas pueden ser dotadas de diferentes significados previstos para diferentes individuos y grupos de personas, ofreciendo así visiones de individualismo producidas en masa». 
Antes de la realización publicitaria, las instituciones de investigación de mercado necesitan conocer y describir el grupo objetivo para planificar e implementar exactamente la campaña publicitaria y lograr los mejores resultados posibles. Toda una serie de ciencias se ocupan directamente de la publicidad y el marketing o se utilizan para mejorar sus efectos. Los grupos focales, los psicólogos y los antropólogos culturales son de rigor en la investigación de mercados. Se recopilan, acumulan, agregan y analizan grandes cantidades de datos sobre las personas y sus hábitos de compra con la ayuda de tarjetas de crédito, tarjetas de bonificación, sorteos y encuestas en Internet. Esto proporciona cada vez con mayor precisión una imagen del comportamiento, los deseos y las debilidades de ciertos sectores de la población, con lo que la publicidad puede utilizarse de forma más selectiva y eficaz.
La eficiencia de la publicidad se mejora mediante la investigación publicitaria. Las universidades, por supuesto apoyadas por las empresas y en cooperación con otras disciplinas (ver arriba), principalmente psiquiatría, antropología, neurología y ciencias del comportamiento, están constantemente en búsqueda de métodos cada vez más refinados, sofisticados, sutiles y astutos para hacer que la publicidad sea más eficaz. «El neuromarketing es un nuevo y controvertido campo del marketing que utiliza tecnologías médicas como la resonancia magnética funcional (IRMf), no para curar, sino para vender productos. Las empresas de publicidad y marketing han utilizado durante mucho tiempo los conocimientos y métodos de investigación de la psicología para vender productos, por supuesto. Pero hoy en día estas prácticas están alcanzando niveles epidémicos, y con una complicidad por parte de la profesión psicológica que excede la del pasado. El resultado es una enorme avalancha de publicidad y marketing que comprende, posiblemente, el mayor proyecto psicológico individual jamás emprendido. Sin embargo, esta gran empresa sigue siendo en gran medida ignorada por la Asociación Estadounidense de Psicología». Robert McChesney lo llama «el mayor intento concertado de manipulación psicológica en toda la historia de la humanidad».

## Censura mediática y corporativa
Casi todos los medios de comunicación son medios publicitarios, y muchos de ellos son medios exclusivamente publicitarios y, a excepción del servicio público de radiodifusión, pertenecen al sector privado. Sus ingresos se generan predominantemente a través de la publicidad; en el caso de periódicos y revistas, del 50 al 80%. El servicio público de radiodifusión en algunos países también puede depender en gran medida de la publicidad como fuente de ingresos (hasta un 40%). Según los críticos, ningún medio que difunda publicidad puede ser independiente, y cuanto mayor sea la proporción de publicidad, mayor será la dependencia. Esta dependencia tiene «implicaciones distintas para la naturaleza del contenido de los medios. [...] En la prensa económica, a menudo se hace referencia a los medios exactamente como se presentan en sus momentos más sinceros: como una rama de la industria publicitaria.»
Además, los medios privados están cada vez más sujetos a fusiones y concentraciones, y las situaciones de propiedad a menudo se vuelven complicadas y opacas. Este hecho, que Henry A. Giroux llama una  «amenaza constante a la cultura democrática», por sí solo debería bastar para hacer sonar todas las alarmas en una democracia. Cinco o seis agencias de publicidad dominan esta industria global de 400 mil millones de dólares.
«Los periodistas se han enfrentado durante mucho tiempo a la presión de dar forma a las historias para que se adapten a los anunciantes y propietarios [...] la gran mayoría de los ejecutivos de las estaciones de televisión encontraron que sus departamentos de noticias eran 'cooperativos' a la hora de dar forma a las noticias para ayudar al 'desarrollo de ingresos no tradicionales'».
Los informes negativos y no deseados pueden evitarse o influirse cuando los anunciantes amenazan con cancelar pedidos o simplemente cuando existe el peligro de dicha cancelación. La dependencia de los medios y esa amenaza se vuelven muy reales cuando solo hay un anunciante dominante o muy pocos grandes anunciantes. La influencia de los anunciantes no se limita solo a las noticias o información sobre sus propios productos o servicios, sino que se extiende a artículos o programas que no están directamente vinculados a ellos. Para asegurar sus ingresos publicitarios, los medios de comunicación deben crear el mejor «entorno publicitario» posible.
Otro problema considerado censura por los críticos es la negativa de los medios a aceptar anuncios que no son de su interés. Un ejemplo sorprendente de esto es la negativa de las estaciones de televisión a transmitir anuncios de Adbusters. Los grupos intentan colocar anuncios y las redes los rechazan.
En el sector privado de radio y televisión, son principalmente las tarifas de visualización las que deciden sobre el programa. «Su negocio es absorber la mayor cantidad de atención posible. La tasa de visualización mide la atención que los medios intercambian por la información ofrecida. El servicio de esta atracción se vende al negocio de la publicidad», y las tasas de visualización determinan el precio que puede ser exigido para publicidad.
Si bien los críticos básicamente se preocupan por la influencia sutil de la economía en los medios, también hay ejemplos de ejercicio contundente de la influencia. La empresa estadounidense Chrysler, antes de fusionarse con Daimler Benz, hizo que su agencia (PentaCom) enviara una carta a numerosas revistas exigiendo que enviaran una visión general de todos los temas antes de la publicación del próximo número, para "evitar posibles conflictos". Chrysler quería saber sobre todo si habría artículos con contenido "sexual, político o social" o que pudieran considerarse "provocativos u ofensivos". El ejecutivo de PentaCom, David Martin, dijo: "nuestro razonamiento es que cualquiera que vea un producto de 22.000 dólares lo querrá rodeado de cosas positivas. No hay nada positivo en un artículo sobre pornografía infantil". En otro ejemplo, USA Network celebró reuniones extraoficiales de alto nivel con anunciantes en 2000 para permitirles decirle a la cadena qué tipo de contenido de programación querían para que USA obtuviera su publicidad". Los programas de televisión se crean para adaptarse a las necesidades de la publicidad, dividiéndolos, por ejemplo, en secciones adecuadas. Su dramaturgia suele estar diseñada para terminar en suspenso o dejar una pregunta sin respuesta para mantener al espectador apegado.
El sistema cinematográfico, que en un momento estuvo fuera de la influencia directa del sistema de marketing más amplio, ahora está completamente integrado en él a través de estrategias de licencias, vínculos y colocación de productos. La función principal de muchas películas de Hollywood hoy en día es ayudar a vender la inmensa colección de mercancías. La prensa calificó de «aventura» la película de Bond de 2002 Die Another Day, con 24 socios promocionales importantes, y señaló que James Bond «ahora tiene "licencia para vender"». Como se ha convertido en una práctica habitual colocar productos en películas, «tiene implicaciones evidentes sobre qué tipos de películas atraerán la colocación de productos y qué tipos de películas, por lo tanto, tendrán más probabilidades de realizarse».
La publicidad y la información son cada vez más difíciles de distinguir entre sí. «Las fronteras entre publicidad y medios [...] se vuelven cada vez más borrosos. [...] Lo que August Fischer, presidente de la junta directiva de la editorial Axel Springer, considera una "asociación comprobada entre los medios de comunicación y la publicidad", los críticos lo consideran solo una infiltración de los deberes y libertades periodísticas». Según Helmut Thoma, antiguo ejecutivo del grupo RTL, «las emisoras privadas no deben ni pueden cumplir ninguna misión, sino solo el objetivo de la empresa, que es "la aceptación por parte de la publicidad y del espectador". El establecimiento de prioridades en este orden dice todo sobre el 'diseño de los programas' de la televisión privada». Patrick Le Lay, antiguo director general de TF1, un canal de televisión privado francés con una cuota de mercado del 25 al 35 %, afirmó: «hay muchas maneras de hablar de televisión. Pero, desde el punto de vista empresarial, seamos realistas: básicamente, el trabajo de TF1 es, por ejemplo, ayudar a Coca-Cola a vender su producto. [...] Para que un mensaje publicitario sea percibido, el cerebro del espectador debe estar a nuestra disposición. La función de nuestros programas es ponerlo a disposición, es decir, distraerlo, relajarlo y prepararlo entre dos mensajes. Es tiempo de cerebro humano desechable lo que vendemos a Coca Cola».
Debido a estas dependencias, es difícil lograr un debate público, amplio y fundamental, sobre la publicidad y su influencia en la información y la libertad de expresión, al menos a través de los canales habituales de los medios: cortaría la rama en la que estaba sentado. «La noción de que la base comercial de los medios, el periodismo y la comunicación podría tener implicaciones preocupantes para la democracia está excluida del ámbito del debate legítimo», del mismo modo que «el capitalismo está fuera de los límites como tema de debate legítimo en la cultura política estadounidense».
Uno de los primeros críticos de las bases estructurales del periodismo estadounidense fue Upton Sinclair con su novela The Brass Check, en la que destaca la influencia de los propietarios, los anunciantes, las relaciones públicas y los intereses económicos en los medios. En su libro Our Master's Voice: Advertising, el ecologista social James Rorty (1890-1973) escribió:

The gargoyle's mouth is a loudspeaker, powered by the vested interest of a two-billion dollar industry, and back of that the vested interests of business as a whole, of industry, of finance. It is never silent, it drowns out all other voices, and it suffers no rebuke, for it is not the voice of America? That is its claim and to some extent it is a just claim... It has taught us how to live, what to be afraid of, what to be proud of, how to be beautiful, how to be loved, how to be envied, how to be successful.. Is it any wonder that the American population tends increasingly to speak, think, feel in terms of this jabberwocky? That the stimuli of art, science, religion are progressively expelled to the periphery of American life to become marginal values, cultivated by marginal people on marginal time?
La boca de la gárgola es un altavoz, impulsado por los intereses creados de una industria de dos mil millones de dólares, y detrás de ella los intereses creados de las empresas en su conjunto, de la industria y de las finanzas. ¿Nunca guarda silencio, ahoga todas las demás voces y no sufre reprensión porque no es la voz de Estados Unidos? Esa es su afirmación, y hasta cierto punto es una afirmación justa... Nos ha enseñado cómo vivir, de qué tener miedo, de qué estar orgullosos, cómo ser bellos, cómo ser amados, cómo ser envidiados, cómo tener éxito... ¿Es de extrañar que la población estadounidense tienda cada vez más a hablar, pensar y sentir en términos de esta charlatanería? ¿Que los estímulos del arte, la ciencia y la religión son progresivamente expulsados a la periferia de la vida estadounidense para convertirse en valores marginales, cultivados por personas marginales en tiempos marginales?

## Cultura y deporte
Espectáculos, exposiciones, espectáculos, conciertos, convenciones y la mayoría de otros eventos difícilmente pueden realizarse sin patrocinio.[cita requerida] Los artistas son calificados y pagados de acuerdo con el valor de su arte con fines comerciales. Las corporaciones promocionan a artistas de renombre, obteniendo así derechos exclusivos en campañas publicitarias globales. Los espectáculos de Broadway como La Bohème presentaban accesorios comerciales en sus decorados.
La publicidad en sí misma se considera ampliamente una contribución a la cultura. La publicidad se integra a la moda. En muchas prendas, el logotipo de la empresa es el único diseño o es una parte importante del mismo. Fuera de la economía de consumo, solo queda un pequeño espacio en el que la cultura y el arte pueden desarrollarse de forma independiente y donde pueden expresarse valores alternativos. Una última esfera importante, las universidades, está bajo una fuerte presión para abrirse a las empresas y sus intereses.
Los deportes competitivos se han vuelto impensables sin patrocinio y existe una dependencia mutua.[cita requerida]Los altos ingresos con publicidad solo son posibles con un número comparable de espectadores o espectadores. Por otro lado, el mal desempeño de un equipo o de un deportista se traduce en menores ingresos publicitarios. Jürgen Hüther y Hans-Jörg Stiehler hablan de un 'Complejo Deportes/Medios', que es una mezcla complicada de medios de comunicación, agencias, directivos, promotores deportivos, publicidad, etc., con intereses en parte comunes y en parte divergentes, pero en cualquier caso con intereses comerciales comunes. Es de suponer que los medios de comunicación están en el centro del escenario, porque pueden proporcionar a las otras partes involucradas un bien escaso, a saber, la (potencial) atención pública. En el deporte, «los medios de comunicación son capaces de generar enormes ventas tanto en circulación como en publicidad».
«La industria tabacalera reconoce que el patrocinio deportivo es una publicidad valiosa. En 1994, una revista de la industria tabacalera describió el coche de Fórmula Uno como "el espacio publicitario más poderoso del mundo". [...]  En un estudio de cohorte llevado a cabo en 22 escuelas secundarias de Inglaterra en 1994 y 1995, los niños cuyo deporte televisivo favorito eran las carreras de motor tenían un riesgo del 12,8% de convertirse en fumadores habituales en comparación con el 7,0% de los niños que no seguían las carreras de motor.»
No la venta de entradas, sino los derechos de transmisión, el patrocinio y el merchandising, constituyen la mayor parte de los ingresos de las asociaciones y clubes deportivos, con el COI (Comité Olímpico Internacional) a la cabeza. La influencia de los medios de comunicación trajo muchos cambios en el deporte, incluida la admisión de nuevos «deportes de moda» en los Juegos Olímpicos, la modificación de las distancias de competición, cambios de reglas, animación de los espectadores, cambios de instalaciones deportivas, el culto a los héroes deportivos que rápidamente se establecieron en el negocio de la publicidad y el entretenimiento debido a su valor mediático y, por último, pero no menos importante, el nombramiento y cambio de nombres de estadios deportivos en honor a grandes empresas.
En el deporte, la adaptación a la lógica de los medios de comunicación puede contribuir a la erosión de valores como la igualdad de oportunidades o la justicia, a exigencias excesivas a los deportistas mediante la presión pública y la explotación múltiple o al engaño (dopaje, manipulación de resultados...). A los medios de comunicación y a los deportes les interesa contrarrestar este peligro, porque los deportes mediáticos solo pueden funcionar mientras exista el deporte.

## Espacio público
Cualquier lugar visualmente perceptible tiene potencial para la publicidad, especialmente las zonas urbanas con sus estructuras, pero también los paisajes a la vista de las calles se convierten cada vez más en medios publicitarios. Letreros, carteles, vallas publicitarias y banderas se han convertido en factores decisivos en la apariencia urbana, y su número sigue aumentando. La publicidad exterior se ha vuelto inevitable. Las vallas publicitarias tradicionales y las paradas de tránsito han allanado el camino para métodos más generalizados, como vehículos rotulados, costados de edificios, letreros electrónicos, quioscos, taxis, carteles, costados de autobuses y más. Las tecnologías digitales se utilizan en edificios para exhibir «exhibiciones murales urbanas». En las áreas urbanas, el contenido comercial se coloca ante nuestra vista y en nuestra conciencia cada momento que estamos en el espacio público. El periódico alemán Zeit lo llamó un nuevo tipo de «dictadura de la que no se puede escapar».
Con el tiempo, esta dominación del entorno se ha convertido en el estado «natural». A través de la saturación comercial a largo plazo, el público ha comprendido implícitamente que la publicidad tiene derecho a poseer, ocupar y controlar cada centímetro de espacio disponible. La constante normalización de la publicidad invasiva embota la percepción del público de su entorno, reforzando una actitud general de impotencia hacia la creatividad y el cambio, por lo que se desarrolla un ciclo que permite a los anunciantes aumentar lenta y consistentemente la saturación de la publicidad con poca o ninguna protesta pública.
La orientación óptica masiva hacia la publicidad cambia la función de los espacios públicos utilizados por las marcas. Los hitos urbanos se convierten en marcas registradas. La mayor presión se ejerce sobre espacios públicos famosos y muy frecuentados que también son importantes para la identidad de una ciudad (p. ej. Piccadilly Circus, Times Square, Alexanderplatz). Los espacios urbanos son bienes públicos y, como tal, están sujetos a la «protección estética del medio ambiente», principalmente a través de normas de construcción, protección del patrimonio y protección del paisaje. «Precisamente por este motivo se privatizan estos espacios. Se los adorna con vallas publicitarias y carteles y se transforman en soportes publicitarios».

## Estereotipos y discriminación

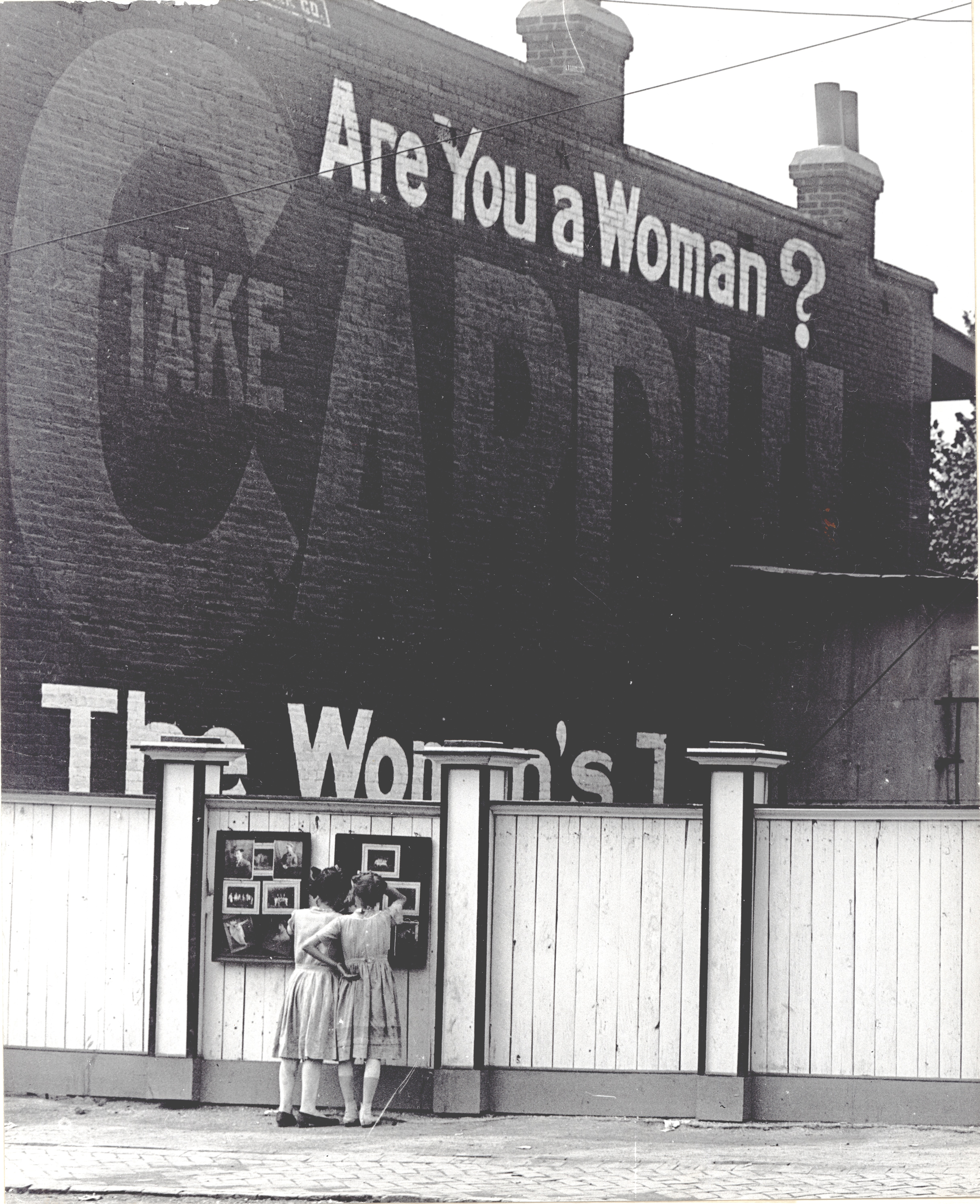
Dos niñas examinando un tablón de anuncios colocado en una valla. Un anuncio pintado encima de ellas pregunta «¿Eres mujer?».

La publicidad tiene una «función de establecimiento de la agenda», que es la capacidad, con enormes sumas de dinero, de poner el consumo como el único punto de la agenda. En la batalla por una parte de la conciencia pública, esto equivale a no tratar (ignorancia) lo que no es comercial y lo que no se publicita.
Con creciente fuerza, la publicidad se acomoda en la esfera privada, de modo que la voz del comercio se convierte en la forma dominante de expresión en la sociedad. Los críticos de la publicidad ven la publicidad como la luz principal de nuestra cultura. Sut Jhally y James Twitchell van más allá de considerar la publicidad como una especie de religión y la publicidad incluso reemplaza a la religión como institución clave.«La publicidad corporativa (o los medios comerciales) es el mayor proyecto psicológico jamás emprendido por la raza humana. Sin embargo, a pesar de todo, su impacto en nosotros sigue siendo desconocido, y en gran medida ignorado. Cuando pienso en la influencia de los medios a lo largo de años, o décadas, pienso en aquellos experimentos de lavado de cerebro realizados por el Dr. Ewen Cameron en un hospital psiquiátrico de Montreal en la década de 1950 (ver MKULTRA). La idea de los experimentos de despatterning patrocinados por la CIA era equipar a sujetos conscientes, inconscientes o semiconscientes, con auriculares, e inundar sus cerebros con miles de mensajes "impulsores" repetitivos que alterarían su comportamiento con el tiempo. [...] La publicidad pretende hacer lo mismo».
La publicidad está especialmente dirigida a los jóvenes y a los niños, y reduce cada vez más a los jóvenes a consumidores. Para Sut Jhally no es «sorprendente que algo tan central y en lo que se gasta tanto se convierta en una presencia importante en la vida social. De hecho, los intereses comerciales decididos a maximizar el consumo de la inmensa colección de mercancías han colonizado cada vez más espacios de nuestra cultura. Por ejemplo, casi todo el sistema de medios (televisión e imprenta) se ha desarrollado como un sistema de entrega para los especialistas en mercadotecnia, y su función principal es producir audiencias para venderlas a los anunciantes. Tanto los anuncios que lleva como el material editorial que le sirve de soporte celebran la sociedad de consumo. El sistema cinematográfico, que en un momento estuvo fuera de la influencia directa del sistema de marketing más amplio, ahora está completamente integrado en él a través de estrategias de licencias, vínculos y colocación de productos.
»La función principal de muchas películas de Hollywood hoy en día es ayudar a vender la inmensa colección de mercancías. A medida que los fondos públicos se van vaciando del sector cultural no comercial, las galerías de arte, los museos y las sinfonías pujan por el patrocinio corporativo». El sistema educativo también se ve afectado, y la publicidad penetra cada vez más en escuelas y universidades. Ciudades como Nueva York aceptan patrocinadores para parques infantiles públicos. «Incluso el Papa se ha comercializado. [...] La visita de cuatro días del Papa a México en [...] 1999 fue patrocinada por Frito-Lay y PepsiCo.» Se acusa a la industria de ser uno de los motores que impulsa un intrincado sistema económico de producción en masa que promueve el consumo. En lo que respecta a los efectos sociales, no importa si la publicidad alimenta el consumo, sino qué valores, patrones de comportamiento y asignaciones de significado propaga.
La publicidad es acusada de secuestrar el lenguaje y los medios de la cultura pop, de los movimientos de protesta, e incluso de la crítica subversiva, y no rehúye escandalizar y romper tabúes (por ejemplo, Benetton). Esto, a su vez, incita a contraatacar, lo que Kalle Lasn llamó en 2001 Jamming the Jam of the Jammers. Todo vale. «Es una cuestión socio-científica central que se puede obligar a hacer a las personas mediante un diseño adecuado de las condiciones y de gran importancia práctica. Por ejemplo, a partir de un gran número de experimentos psicológicos se puede suponer que se puede obligar a las personas a hacer cualquier cosa que sean capaces de hacer, cuando se pueda crear la condición social correspondiente».
La publicidad a menudo utiliza estereotipos de roles específicos de género de hombres y mujeres, lo que refuerza los clichés existentes, y ha sido criticada por «promover inadvertidamente o incluso intencionalmente el sexismo, el racismo, el heterosexualismo, el capacitismo, la discriminación por edad, etcétera. [...] Como mínimo, la publicidad a menudo refuerza los estereotipos al recurrir a "tipos" reconocibles para contar historias en una sola imagen o en un período de 30 segundos.» Las actividades se representan como típicas masculinas o femeninas (estereotipos). Además, se reduce a las personas a su sexualidad o se las equipara con mercancías, y se exageran las cualidades específicas de su género.
Una gran parte de la publicidad se ocupa de la promoción de productos de una manera que define una imagen corporal «ideal». Los actores que aparecen en la publicidad son frecuentemente retratados en imágenes distorsionadas y poco realistas que establecen un estándar de lo que se considera «bello», «atractivo» o «deseable». Esas imágenes no tienen en cuenta lo que se considera bello en diversas culturas o para el individuo. Es excluyente, más que inclusivo, y, en consecuencia, estos anuncios promueven un mensaje negativo sobre la imagen corporal para la persona promedio. Debido a esta forma de medios de comunicación, la audiencia puede sentirse bajo una gran presión para mantener un peso corporal poco realista y a menudo poco saludable, o incluso para alterar su apariencia física cosmética o quirúrgicamente de manera menor o drástica.
El parlamento de la UE aprobó una resolución en 2008 según la cual la publicidad no puede ser discriminatoria ni degradante. Esto muestra que los políticos están cada vez más preocupados por los impactos negativos de la publicidad. Sin embargo, a menudo se pasan por alto los beneficios de promover la salud y la aptitud física en general. Los hombres también son retratados negativamente como incompetentes y el blanco de todas las bromas en la publicidad.
En la publicidad se utilizan a menudo declaraciones falsas para ayudar a llamar la atención de una persona. Millones de empresas como Volkswagen, Dannon y Red Bull utilizan métodos publicitarios engañosos o engañosos. Según Business Insider, «en 2015, se reveló que VW había estado engañando las pruebas de emisiones de sus automóviles diésel en los EE. UU. durante los últimos siete años». La publicidad también puede presentar a personas de manera provocativa al mostrar fotografías de desnudos o lenguaje indecente. Como resultado, esto lleva a que las personas no se sientan seguras de sí mismas ni de su cuerpo, lo que provoca trastornos psicológicos como depresión o ansiedad. Su biblioteca de artículos habla sobre algunas de las principales críticas contra la publicidad al afirmar: «algunos anuncios no son éticos y son objetables. [...] Esto afecta negativamente a los valores sociales».

## Niños y adolescentes
Las empresas se interesan por los niños y adolescentes por su poder adquisitivo y por su influencia en los hábitos de compra de sus padres. Como son más fáciles de influir, son el objetivo principal del negocio publicitario.
Los niños representan tres mercados distintos:
1. Compradores primarios (2.900 millones de dólares al año)
2. Futuros consumidores (adultos leales a la marca)
3. Comprar personas influyentes (20 mil millones de dólares al año)

«Los niños mantendrán las expectativas de la marca, ya sean positivas, negativas o indiferentes. Los niños ya están acostumbrados a que se les atienda como consumidores. El premio a largo plazo: la lealtad del niño se traduce en un cliente adulto leal a la marca.»
«Los niños representan un grupo demográfico importante para los especialistas en marketing porque tienen su propio poder adquisitivo, influyen en las decisiones de compra de sus padres y son los consumidores adultos del futuro». La publicidad de otros productos utiliza preferentemente medios con los que también puedan llegar a la próxima generación de consumidores. «Los mensajes publicitarios clave explotan la creciente independencia de los jóvenes».
Los estudiantes universitarios tienden a contraer deudas estudiantiles debido a la simple compra de una tarjeta de crédito. Primero comienza con las compañías de tarjetas de crédito que se dirigen a los estudiantes universitarios desde el momento en que ingresan al campus. Estas empresas anuncian las tarjetas de crédito convenciendo a los estudiantes con argumentos, como que las tarjetas de crédito se regalarán «gratis» o regalando artículos a cambio de un registro de tarjeta de crédito. Un artículo titulado «Por qué las empresas de tarjetas de crédito se dirigen a los estudiantes universitarios», de The Balance, habla de cómo «uno de cada 10 estudiantes universitarios se va con más de $10,000 en deudas».

### Exposición de los niños a la publicidad
El mercado infantil, donde la resistencia a la publicidad es más débil, es el «pionero de la publicidad infiltrada». Un ejemplo es la colocación de productos. «La colocación de productos aparece en todas partes, y los niños no están exentos. Ni mucho menos. La película animada Foodfight tenía "miles de productos e íconos de personajes de (artículos) familiares en una tienda de comestibles". Los libros para niños también incluyen artículos y personajes de marca, y millones de ellos tienen aperitivos como personajes principales».
El niño canadiense promedio ve 350.000 comerciales de televisión antes de graduarse de la escuela secundaria, y pasa casi tanto tiempo viendo televisión como asistiendo a clases. En 1980, la provincia canadiense de Quebec prohibió la publicidad dirigida a niños menores de 13 años. «Al defender la validez constitucional de las restricciones de la Ley de Protección al Consumidor de Quebec sobre la publicidad dirigida a niños menores de 13 años (en el caso de una impugnación por parte de una empresa de juguetes), el Tribunal sostuvo: "...La publicidad dirigida a niños pequeños es per se manipuladora. Esta publicidad tiene como objetivo promocionar productos convenciendo a quienes siempre creerán"». Noruega (anuncios dirigidos a niños menores de 12 años) y Suecia (anuncios de televisión dirigidos a niños menores de 12 años) también han legislado prohibiciones amplias de la publicidad dirigida a niños; durante los programas infantiles, cualquier tipo de publicidad está prohibida en Suecia, Dinamarca, Austria y Bélgica flamenca. En Grecia no hay publicidad de productos infantiles de 7 a 22 h. Un intento de restringir la publicidad dirigida a niños en Estados Unidos fracasó en referencia a la Primera Enmienda. En España las prohibiciones también se consideran antidemocráticas. 
Los sitios web dirigidos a niños también pueden mostrar anuncios, aunque hay menos anuncios en los sitios web sin fines de lucro que en los sitios con fines de lucro, y es menos probable que esos anuncios contengan incentivos. Sin embargo, incluso los anuncios en sitios sin fines de lucro pueden vincularse a sitios que recopilan información personal.

#### Publicidad infantil en redes sociales
En 2015, Shion y Loan Kaji crearon un canal de YouTube presentado por su hijo de siete años, Ryan Kaji. El canal, ToyReviews, de Ryan, tiene 21 millones de suscriptores y más de 30 mil millones de visitas. Las empresas fabricantes de juguetes han donado una gran suma de juguetes para que Ryan los revise en su canal. Walmart, Hasbro, Netflix, Chuck E. Cheese y Nickelodeon han patrocinado a Ryan Kaji y su canal Ryan ToysReview. También se ha asociado con la empresa de entretenimiento infantil Pocket Watch. Debido a la popularidad del programa, se anunció que cambiarían el nombre a Ryan's World. Las grandes empresas no solo aconsejaron el cambio de nombre, sino que también lo alentaron a brindar más contenido, como experimentos científicos, desafíos y educación. La expansión de Ryan's World también le ha llevado a producir su propia mercancía. Ahora produce una línea de ropa y sus propios juguetes, que se venden específicamente en Walmart.

### Publicidad alimentaria
Los fabricantes de dulces, helados y alimentos para el desayuno suelen dirigir su promoción a niños y adolescentes. Por ejemplo, un anuncio de cereales para el desayuno en un canal dirigido a adultos tendrá de música una balada suave, mientras que en un canal dirigido a niños, el mismo anuncio utilizará un jingle de rock pegadizo dirigido a los niños. «La industria del marketing se enfrenta a una mayor presión por los supuestos vínculos entre la exposición a la publicidad de alimentos y una serie de problemas sociales, especialmente los crecientes niveles de obesidad.» «Las cadenas de comida rápida gastan más de 3 mil millones de dólares al año en publicidad, gran parte dirigida a los niños. [...] Los restaurantes ofrecen incentivos como áreas de juegos, concursos, clubes, juegos y juguetes y otros productos gratuitos relacionados con películas, programas de televisión e incluso ligas deportivas». Estos negocios están cosechando constantemente los beneficios de esta manipulación infantil.
En 2006, 44 de las mayores industrias alimentarias estadounidenses gastaron unos 2.000 millones de dólares en publicidad de sus productos, que consistían principalmente en alimentos poco saludables, azucarados y grasos. Esta publicidad masiva tiene un efecto perjudicial sobre los niños e influye en gran medida en su dieta.[cita requerida] Una investigación exhaustiva demuestra que la mayoría de los alimentos que se consumen entre las edades de 2 y 18 años son bajos en nutrientes. Al enfrentarse a una gran presión de las industrias y las leyes de la salud, como la iniciativa de publicidad de alimentos y bebidas para niños, los especialistas en marketing de alimentos se vieron obligados a modificar y limitar sus estrategias publicitarias. A pesar de las regulaciones, un informe de 2009 muestra que tres cuartas partes de toda la publicidad de alimentos durante los programas de televisión para niños estaban fuera de los límites de la ley. El gobierno intenta imponer una pesada carga a los comercializadores de alimentos para evitar el problema, pero los comercializadores de alimentos disfrutan de los beneficios de la Primera Enmienda que limita el poder del gobierno para impedir la publicidad dirigida a los niños. La Comisión Federal de Comercio afirma que los niños de entre 2 y 11 años ven en promedio 15 anuncios de alimentos en la televisión diariamente. La mayoría de estos comerciales involucran alimentos ricos en azúcar y grasas, lo que se suma al problema de la obesidad infantil. Un experimento que tuvo lugar en un campamento de verano, donde los investigadores mostraron anuncios de comida a niños de entre 5 y 8 años durante dos semanas, resultó con que lo que los niños eligieron para comer en la cafetería fueron los anuncios que vieron en la televisión durante las dos semanas. Volviendo a los efectos psicológicos que la publicidad tiene en las personas, uno de los principales efectos importantes son los trastornos alimentarios entre los niños. Un artículo de los Institutos Nacionales de Salud de la Biblioteca Nacional de Medicina de EE. UU. incluso afirma que «varios estudios transversales han informado de una asociación positiva entre la exposición a revistas de belleza y moda y un mayor nivel de preocupaciones sobre el peso o síntomas de trastornos alimentarios en las niñas». La anorexia nerviosa y la bulimia nerviosa son algunos de los trastornos comunes entre las adolescentes. La tasa de anorexia nerviosa entre las adolescentes es del 0,48%. La imagen de «belleza ideal» entre las mujeres y la imagen del «tipo de cuerpo musculoso» de los hombres ha resultado en una falta de confianza en el cuerpo y trastornos alimentarios, especialmente cuando se trata de jóvenes adolescentes.

### Publicidad de tabaco y alcohol

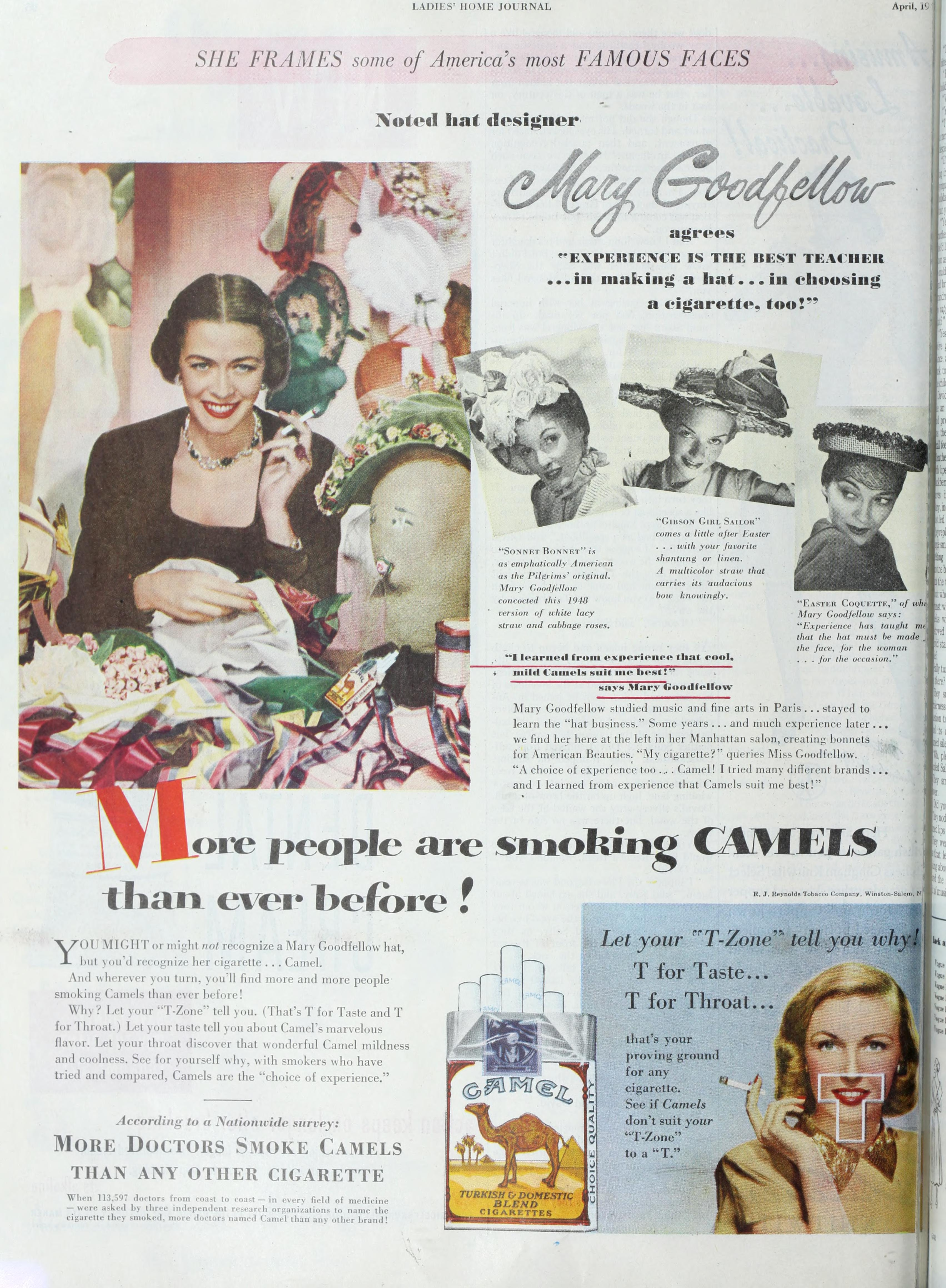
Anuncio «Más gente que nunca antes está fumando Camel» de cigarrillos Camel en la década de 1940

En los anuncios, los cigarrillos «se utilizan como accesorio de moda y atraen a las mujeres jóvenes. Otras influencias sobre los jóvenes incluyen la vinculación de héroes deportivos y el tabaquismo a través del patrocinio deportivo, el uso de cigarrillos por parte de personajes populares en programas de televisión y promociones de cigarrillos. Las investigaciones sugieren que los jóvenes conocen las marcas de cigarrillos más publicitadas». El alcohol se presenta en la publicidad de manera similar al tabaquismo: «los anuncios de alcohol continúan atrayendo a los niños, y las representaciones del consumo de alcohol en los medios de entretenimiento son extensas». El consumo de alcohol se exalta y se muestra sin consecuencias en anuncios, música, revistas, televisión, cine, etc. Los anuncios incluyen bebidas alcohólicas con envases coloridos y sabores dulces, que atienden los intereses y gustos de niños y adolescentes. La industria del alcohol tiene un gran interés financiero en el consumo de alcohol entre menores de edad, con la esperanza de ganar clientes para toda la vida. Por lo tanto, los medios de comunicación están invadidos de anuncios de bebidas alcohólicas que atraen a los niños y que incluyen personajes de animales, música popular y comedia.
«Los niños se encuentran entre los observadores más sofisticados de los anuncios. Pueden cantar los jingles e identificar los logotipos y, a menudo, tienen fuertes sentimientos sobre los productos. Sin embargo, lo que generalmente no entienden son las cuestiones que subyacen al funcionamiento de la publicidad. Los medios de comunicación se utilizan no solo para vender bienes, sino también ideas: cómo debemos comportarnos, qué reglas son importantes, a quién debemos respetar y qué debemos valorar».

## Oposición y campañas contra la publicidad
Según los críticos, la comercialización total de todos los ámbitos de la sociedad, la privatización del espacio público, la aceleración del consumo y el despilfarro de recursos, incluida la influencia negativa sobre los estilos de vida y el medio ambiente, no se han notado en la medida necesaria. La «hipercomercialización de la cultura es reconocida y detestada rotundamente por la ciudadanía, aunque el tema apenas recibe atención en los medios o en la cultura política». «El mayor daño causado por la publicidad es precisamente que demuestra incesantemente la traición de hombres y mujeres que prestan su intelecto, su voz, sus habilidades artísticas a fines en los que ellos mismos no creen, y [...] que ayuda a hacer añicos y, en última instancia, a destruir nuestras posesiones inmateriales más preciadas: la confianza en la existencia de fines significativos de la actividad humana y el respeto por la integridad del hombre». «La lucha contra la publicidad es, por tanto, esencial, si queremos superar la alienación generalizada de todas las necesidades humanas genuinas que actualmente desempeña un papel tan corrosivo en nuestra sociedad. Pero, al resistir este tipo de hipercomercialismo, no debemos hacernos ilusiones. A veces la publicidad puede parecer un aspecto casi trivial, aunque omnipresente, de nuestro sistema económico. Sin embargo, como señaló el economista AC Pigou, solo podría "eliminarse por completo" si se eliminaran las "condiciones de competencia monopolística" inherentes al capitalismo corporativo. Resistirlo es resistir la lógica interna del capitalismo mismo, del cual es la expresión pura».
Gran parte de la contaminación visual es en forma de publicidad, y se trata de un problema en todas las grandes ciudades del mundo. Pero, lo que para algunos es contaminación, para otros es una parte vibrante del tejido de una ciudad. La ciudad de Nueva York sin los enormes carteles digitales de Times Square, o Tokio sin el panorama comercial de Ginza, es impensable. Piccadilly Circus sería sólo una rotonda de Londres sin su señalización. Aun así, otras ciudades, como Moscú, han llegado a su límite y han comenzado a tomar medidas enérgicas contra la publicidad exterior exagerada.
Muchas comunidades han optado por regular las vallas publicitarias para proteger y realzar su carácter escénico. La siguiente no es de ninguna manera una lista completa de dichas comunidades. Scenic America estima que el total nacional de ciudades y comunidades que prohíben la construcción de nuevas vallas publicitarias es de al menos 1500.
Varios estados de EE. UU. prohíben todas las vallas publicitarias:
- Vermont: se eliminaron todos los carteles publicitarios en la década de 1970
- Hawái: se eliminaron todos los carteles publicitarios en la década de 1920
- Maine: se eliminaron todos los carteles publicitarios en los años 1970 y principios de los 80
- Alaska: el referéndum estatal aprobado en 1998 prohíbe las vallas publicitarias[79]

En 2006, la ciudad de São Paulo, Brasil, ordenó la reducción o eliminación de todas las vallas publicitarias y la mayoría de las otras formas de publicidad comercial en la ciudad. En 2015, Grenoble, Francia, prohibió de manera similar todas las vallas publicitarias y la publicidad pública.
Los dispositivos técnicos, como filtros de spam, controles remotos, bloqueadores de publicidad y pegatinas en los buzones de correo que dicen «publicidad no», y un número cada vez mayor de casos judiciales indican un creciente interés de las personas por restringir o deshacerse de la publicidad no deseada.
Asociaciones de protección del consumidor, grupos de protección del medio ambiente, opositores a la globalización, críticos del consumo, sociólogos, críticos de los medios, científicos y muchos otros se ocupan de los aspectos negativos de la publicidad. «Antipub» en Francia, contrapublicidad, culture jamming y adbusting se han convertido en términos establecidos en la comunidad antipublicidad. A nivel internacional, críticos de la globalización como Naomi Klein y Noam Chomsky son también críticos de los medios y la publicidad. Estos grupos critican la ocupación total de los espacios públicos, las superficies, las ondas, los medios de comunicación, las escuelas, etc. y la exposición constante de casi todos los sentidos a los mensajes publicitarios, la invasión de la privacidad y que solo unos pocos consumidores son conscientes de que ellos mismos están soportando los costos para esto. Algunos de estos grupos, como el Billboard Liberation Front Creative Group en San Francisco, o Adbusters en Vancouver, Canadá, tienen manifiestos. Las organizaciones de base hacen campaña contra la publicidad o ciertos aspectos de ella de diversas formas y estrategias y, a menudo, tienen diferentes raíces. Adbusters, por ejemplo, cuestiona y desafía los significados pretendidos de la publicidad, subvirtiéndolos y creando en su lugar significados no deseados. Otros grupos, como Illegal Signs Canada, intentan frenar la avalancha de vallas publicitarias, detectando y denunciando las que se han colocado sin permiso. Ejemplos de varios grupos y organizaciones en diferentes países son L'association Résistance à l'Aggression Publicitaire en Francia, donde el crítico de medios Jean Baudrillard es un autor de renombre.  La Agencia Anti Publicidad trabaja con parodia y humor para crear conciencia sobre la publicidad,y Commercial Alert con campañas  para la protección de la infancia, los valores familiares, la comunidad, la integridad ambiental y la democracia.
Las organizaciones de educación mediática tienen como objetivo capacitar a las personas, especialmente a los niños, en el funcionamiento de los medios y la publicidad en sus programas. En Estados Unidos, por ejemplo, la Media Education Foundation produce y distribuye documentales y otros recursos educativos. MediaWatch, una organización canadiense de mujeres sin fines de lucro, trabaja para educar a los consumidores sobre cómo pueden registrar sus inquietudes ante los anunciantes y reguladores. La Media Awareness Network/Réseau éducation médias canadiense ofrece una de las colecciones más completas del mundo de recursos de educación mediática y recursos literarios en Internet. Sus organizaciones miembros representan al sector público, sin fines de lucro, pero también al privado. Aunque destaca su independencia, acepta el apoyo financiero de Bell Canada, CTVglobemedia, Canwest, Telus y S-VOX.
Algunas empresas canadienses fundaron Concerned Children's Advertisers en 1990 «para infundir confianza en todos los públicos relevantes, demostrando activamente nuestro compromiso, preocupación, responsabilidad y respeto por los niños». Los miembros son CanWest, Corus, CTV, General Mills, Hasbro, Hershey's, Kellogg's, Loblaw, Kraft, Mattel, McDonald's, Nestlé, Pepsi, Walt Disney y Weston, así como casi 50 socios de transmisión privados y otros. Concerned Children's Advertisers fue un ejemplo para organizaciones similares en otros países, como Media Smart en Reino Unido, con descendencia en Alemania, Francia, Países Bajos y Suecia. Nueva Zelanda tiene un programa similar, financiado por empresas llamado Willie Munchright. «Aunque se afirma que tales intervenciones están diseñadas para alentar a los niños a ser críticos con los mensajes comerciales en general, los críticos de la industria del marketing sugieren que la motivación debe ser vista simplemente como para abordar un problema creado por la propia industria, es decir, los efectos negativos Impactos sociales a los que ha contribuido la actividad de marketing. [...] Al contribuir con recursos educativos de alfabetización mediática, la industria del marketing se está posicionando como parte de la solución a estos problemas, buscando así evitar restricciones amplias o prohibiciones absolutas en la comunicación de marketing, particularmente para productos alimenticios dirigidos a los niños que se considera que tienen poco valor nutricional. [...] Algunos sectores del propio sector reconocen abiertamente la necesidad de dar la impresión de que se están adoptando medidas positivas, principalmente para evitar posibles restricciones a la publicidad. [...] Además, Hobbs (1998) sugiere que dichos programas también interesan a las organizaciones de medios que apoyan las intervenciones para reducir las críticas a los posibles efectos negativos de los propios medios».
También ha habido un movimiento que comenzó en París, Francia, llamado POP_DOWN PROJECT en el que equiparan la publicidad callejera con los molestos anuncios emergentes en Internet. Su objetivo es «restaurar simbólicamente el derecho de todos a la no exposición». Logran su objetivo mediante el uso de pegatinas de los botones «cerrar ventana» que se utilizan para cerrar anuncios emergentes.[cita requerida]

## La tributación como ingreso y control
Los grupos de interés público sugieren que «el acceso al espacio mental al que se dirigen los anunciantes debería gravarse, ya que en este momento los anunciantes aprovechan libremente ese espacio sin pagar ninguna compensación a los miembros del público que se ven así invadidos. Este tipo de impuesto sería un impuesto pigoviano en el sentido de que actuaría para reducir lo que ahora se considera cada vez más como una molestia pública. Los esfuerzos en ese sentido están cobrando mayor impulso, y Arkansas y Maine están considerando proyectos de ley para implementar dicho impuesto. Florida promulgó un impuesto de este tipo en 1987, pero se vio obligado a derogarlo después de seis meses, como resultado de un esfuerzo concertado de los intereses comerciales nacionales, que retiraron convenciones previstas, causando importantes pérdidas a la industria del turismo, y cancelaron la publicidad, causando una pérdida de 12 millones dólares solo para la industria de la radiodifusión».[cita requerida]
En Estados Unidos, por ejemplo, la publicidad es deducible de impuestos y las sugerencias de posibles límites a la deducción del impuesto a la publicidad encuentran una feroz oposición por parte del sector empresarial, por no mencionar las sugerencias de un impuesto especial. En otros países, la publicidad al menos está gravada de la misma manera que se gravan los servicios, y en algunos la publicidad está sujeta a impuestos especiales, aunque a un nivel muy bajo. En muchos casos, la tributación se refiere especialmente a los medios con publicidad (por ejemplo, Austria, Italia, Grecia, Países Bajos, Turquía y Estonia). Impuesto sobre la publicidad en los países europeos: 
- Bélgica: Impuesto sobre publicidad o vallas publicitarias (taxe d'affichage or aanplakkingstaks) en carteles públicos según el tamaño y tipo de papel, así como en letreros de neón.
- Francia: Impuesto sobre los anuncios de televisión (taxe sur la publicité télévisée) basado en el coste de la unidad publicitaria.
- Italia: Impuesto municipal sobre anuncios acústicos y visuales dentro del municipio (imposta comunale sulla pubblicità) e impuesto municipal sobre letreros, carteles y otros tipos de anuncios (diritti sulle pubbliche affisioni), cuyas tarifas están bajo la jurisdicción de los municipios.
- Países Bajos: impuesto sobre la publicidad (reclamebelastingen) con aranceles variables sobre determinadas medidas publicitarias (excluidos los anuncios en periódicos y revistas) que los municipios pueden imponer según el tipo de publicidad (vallas publicitarias, carteles de neón, etc.).
- Austria: Impuestos sobre anuncios municipales sobre la publicidad mediante escritos, imágenes o luces en zonas públicas o zonas de acceso público con tarifas variables en función del canon, la superficie o la duración de la medida publicitaria, así como tarifas publicitarias sobre anuncios pagados en medios impresos de formato habitual. 10% de la tarifa.
- Suecia: impuesto publicitario (reklamskatt) sobre anuncios y otros tipos de publicidad (vallas publicitarias, películas, televisión, publicidad en ferias y exposiciones, folletos) del orden del 4% para los anuncios en periódicos y del 11% en todos los demás casos. En el caso de los volantes, las tarifas se basan en los costos de producción, en caso contrario, en la tarifa.
- España: Los municipios pueden gravar las medidas publicitarias en su territorio con impuestos y tasas de diversa índole poco importantes.

En su libro, Cuando las transnacionales gobiernan el mundo, el autor estadounidense y crítico de la globalización David Korten aboga por un impuesto del 50% sobre la publicidad para contraatacar lo que él llama «una maquinaria de propaganda activa controlada por las corporaciones más grandes del mundo», que «nos asegura constantemente que el consumismo es el camino hacia la felicidad, la restricción gubernamental del exceso del mercado es la causa de nuestra angustia, y la globalización económica es a la vez una inevitabilidad histórica y una bendición para la especie humana».